# Ján Sokol
Ján Sokol (Jacovce, 9 oktober 1933) is een Slowaaks aartsbisschop-emeritus.
Sokol werd in 1957 tot priester gewijd en werd in 1988 hulpbisschop van Trnava en titelvoerend bisschop van Luni. In 1989 werd hij aartsbisschop van Trnava en in 2009 ging hij met rust.